# Маценко Микола Іванович
Маценко Микола Іванович (нар. 31 січня 1960, Прутівка, Івано-Франківська обл., Україна, СРСР) — український художник, автор живопису, графіки, інсталяцій, скульптур, перформансів. Один із представників «Нової української хвилі». Співзасновник та учасник творчого об'єднання «Нацпром» (спільно з О. Тістолом).

## Біографія
Народився 31 січня 1960 року в селі Прутівка (Карлів) Снятинського району Івано-Франківської області в родині Маценка Івана Васильовича та Маценко (до шлюбу Калитчук) Анни Іванівни.
1972 року вступив до Республіканської художньої середньої школи ім. Т. Г. Шевченка у Києві. Після закінчення РХСШ у 1979 році поїхав до Львова, де навчався у Львівському державному інституті прикладного і декоративного мистецтва (закінчив у 1984).
1981 року одружився з художницею Наталією Корольовою, з якою навчався в одній групі. Їхня донька — мистецтвознавиця Наталія Маценко.
Після закінчення інституту разом із дружиною переїхав зі Львова до Черкас, де вони разом працювали в Художньому фонді, створюючи монументальні вітражі та розписи.
Від початку 90-х став брати активну участь в актуальних художніх процесах. Автор та учасник численних персональних та колективних виставок в Україні, Польщі, Чехії, Австрії, Німеччині, Швейцарії, Франції, Великій Британії, Канаді, США, Словаччині, Литві, Росії, Угорщині, на Кіпрі.
Живе та працює у Черкасах і Києві.

## Творчість
Застосовуючи парадоксальні поєднання предметів, стереотипів і вербальних формул, створює ґротескні проєкції сучасної української дійсності. Автор серій «Купуй українське!», «Геральдичного циклу», проєкту «Неофольк», перформативної акції “В кожну хату — по квадрату!” та ін. Творча практика Миколи Маценка характеризується аналітичністю, парадоксальністю та іронією, поєднанням традиційного і актуального, включенням національної проблематики до глобального контексту. У своєму живописі, інсталяціях, перформансах тощо художник тяжіє до концептуального підходу, поєднуючи гостроту ідеї з «декоративністю» її репрезентації.
Одна з перших виставок за участі художника — «Косий капонір» (1992) у Київській військовій фортеці-музеї. Її учасниками були також О. Голосій, О. Гнилицький, А. Степаненко, О. Тістол, П. Керестей та ін. У 1993 в проєкті «Києво-Могилянська академія» Маценко показав «Поліетиленову колону», яка, за визначенням мистецтвознавиці Галини Скляренко, «неначе концентрувала ідею проекту, піддаючи сумніву і тривкість класичних канонів, і ретроспективність національної свідомості, і „непорушність“ естетичних канонів...». Що, на думку дослідниці, стало свідченням появи в українському мистецтві нового художника, «що мислить самостійно й оригінально, має почуття парадоксу, іронію та здатність „суб'єктивного переживання простору“».

### Проекти

#### Нацпром
З початку 90-х, разом із художником Олегом Тістолом, розробляє програму «Нацпром» — дослідження національних стереотипів, зафіксованих у предметному середовищі. Серед спільних проєктів — «Українські гроші», «Музей Ататюрка», «Музей архітектури», «17 вересня», «Музей України», «Мать городов», де інсталяції, картини, фотографії тощо поставали актуальною формою авторського дослідження «українського простору», парадоксів національної історії, масової свідомості, особливостей національного світосприйняття, з властивими йому замилуванням «красою» і схильністю до міфотворчості. Як зазначає мистецтвознавець та куратор Олександр Соловйов, набувши досвіду «в зіштовхуванні, іронічному переплетенні різноманітних міфів та стереотипів культури, автори прагнуть створити якісно новий український стереотип, або ширше — метаміф».

#### В кожну хату— по квадрату!
2006 року на фестивалі Арт-Шаргород [Архівовано 7 травня 2021 у Wayback Machine.] художник розпочинає перформативний проєкт «В кожну хату — по квадрату», що мав на меті  популяризацію «Чорного квадрата» Казимира Малевича та «наведення мостів над прірвою, що досі пролягає між авангардним мистецтвом та пересічною людиною». Під час перформансу митець виготовляв копії «Чорних квадратів» та продавав їх за символічною ціною широкій публіці, паралельно займаючись просвітницькою роботою щодо ідеї та значення твору в історії мистецтва. Проєкт отримав продовження 2007 року на Арт-Москві, згодом у ЯГалереї [Архівовано 21 січня 2021 у Wayback Machine.] та на Андріївському узвозі в Києві, 2012 року — на симпозіумі сучасного мистецтва «Бірючий». Логічне завершення отримав 2016 року в акції «Український сувенір» в Мистецькому Арсеналі. Під час майстер-класу всі охочі мали змогу долучитися до виготовлення «Чорних квадратів», втілюючи на практиці розповсюджену тезу на адресу мистецьких творів «я теж так можу».
У мистецтві існує всього дві загальновідомі „ікони“ — „Джоконда“ Леонардо да Вінчі та „Чорний квадрат“ Казимира Малевича. І якщо щодо позитивного сприйняття першої картини існує безумовний консенсус, то друга ось уже ціле століття є предметом гострих дискусій не тільки і не стільки у вузьких колах фахівців, скільки серед широких верств суспільства. „Квадрат“ не залишає байдужими нікого: починаючи від простого робітника і закінчуючи академіком. … Комерційно-просвітницька акція „В кожну хату — по квадрату!“ — не стільки мій авторський перформанс, скільки спроба доступними мені художніми засобами посприяти позитивному сприйняттю геніальної картини нашого великого земляка серед пересічних українців. … „Чорний квадрат“ — це своєрідний портал, здолавши який можна ввійти до безмежного світу сучасного мистецтва.— Витримки з тексту Миколи Маценка 2016 року

#### Неофольк
У проєкті «Неофольк», розпочатому 2005 року, Микола Маценко звертається до фундаментальної структури народного мистецтва. Колористичні варіації будуються навколо одного структурного модуля, традиційні орнаменти набувають форми, співзвучної сьогоденню. Переосмислюючи фольклор у контексті глобалізації, художник інтерпретує атрибути національного буття, актуалізує архетипні пласти колективної свідомості. За словами самого автора, це переосмислені мотиви гуцульських килимків зі спогадів його дитинства. «Народне мистецтво дуже просте і зрозуміле. Воно сприймається на первинному рівні і не потребує пояснень. Цей проект не є спробою адаптувати старожитності до сучасності. Це демонстрація автентичності не як архаїки, а як актуального мистецтва у потоці безперервного творчого процесу нашого народу. Це коломийки у візуальному виконанні».
2012 року проєкт було показано в PinchukArtCentre в рамках персональної виставки художника в форматі критичного концептуального висловлювання, тотальної інсталяції, де живопис поєднувався з білими облицювальними кахлями.

#### Геральдика
Одним із ключових проєктів Миколи Маценка є «Геральдичний цикл», який художник створює з 2007 року до сьогодні. Він є своєрідним концентратом авторського і колективного бачення сучасної локальної духовної і матеріальної культури в глобальному контексті. Подібно до традиційної геральдики, «геральдика» Маценка ― система соціального кодування, квінтесенція смислів: символів, знаків, стереотипів. Поєднуючи у вигадливих композиціях побутові предмети, елементи повсякдення і різноманітні історичні та культурологічні алюзії, автор конструює персональну оповідь про історію і сучасність суспільства, що його оточує, і складовою якого він сам є. Абревіатури, крилаті вислови і літературні цитати ― теж своєрідні коди, частини меседжу, водночас іронічного і серйозного, часто парадоксального, ― «про звичне і екстраординарне, прекрасне і страхітливе, про загрози і переваги, вподобання і фобії, минуле і теперішнє, перемоги і поразки, з яких плететься орнамент дійсності». За словами мистецтвознавиці Олени Мартинюк, у цій серії Маценко «вільно черпає з різних джерел, як-то традиції авангардної абстракції, модерної української графіки (Г.Нарбут), радянських абревіатур, пишноти бароко та вуличної естетики графіті. Створює органічне своєму баченню поле української сучасної культури, прослідковуючи ґенезу багатьох явищ від їх витоків до сучасних маніфестацій».

## Колекції
- PinchukArtCentre, Київ, Україна.
- Державний департамент США.
- Фонд Christoph Merian Stiftung [Архівовано 24 січня 2021 у Wayback Machine.], Базель, Швейцарія.
- Мистецький Арсенал, Київ, Україна.
- Черкаський обласний художній музей [Архівовано 7 лютого 2021 у Wayback Machine.], Черкаси, Україна.
- Запорізький обласний художній музей, Запоріжжя, Україна.
- Приватні колекції в Європі та США.

## Додаткова література
- Art Impressions. Мистецькі імпресії. Малярство, графіка, скульптура, інсталяція. Каталог виставки. – Центр «Український дім», Галерея «Аліпій». – 1994 г. – 166 с.
- Інтервали. Космізм в українському мистецтві ХХ століття. — Київ: Видавництво В. Раєвського, 2000. — С. 209.
- СВОЇ/OURS: кат. вист. — ЦСМ Єрміловцентр. — Харків, 2014. — Б. н.
- Музейне зібрання. Українське сучасне мистецтво 1985—2015 з приватних колекцій: кат. вист. — Мистецький арсенал. — К., 2015. С. 77, 95, 112, 164.
- New Perspectives. 8 Contemporary Artists from Ukraine. — New York, 2015. — C. 24-25.
- Ukraine: Short Stories. Contemporary artists from Ukraine. — Fabrica, 2015. — C. 152—153.
- 25 років присутності. Сучасні українські художники. — Національна академія мистецтв України, Інститут проблем сучасного мистецтва. — Київ, 2017. — С. 200—203.
- Sułek Ewa. Chłopak z pianinem. O sztuce i wojnie na Ukrainie. Wydawnictwo Naukowe PWN, 2018.

- Myroslava M. Mudrak. Narbut's branding legacy today / The New Wave and Neobaroque // The Imaginative World of Heorhii Narbut and the Making of a Ukrainian Brand. — RODOVID Press and Ukrainian Institute of Modern Art, 2020, 160 pages.